# Chromaspirina cylindricollis
Chromaspirina cylindricollis är en rundmaskart som först beskrevs av Nathan Augustus Cobb 1920.  Chromaspirina cylindricollis ingår i släktet Chromaspirina och familjen Desmodoridae. Inga underarter finns listade i Catalogue of Life.